# Ramón Lugrís
Ramón Lugrís Pérez (Ferrol, 1932―Ciudad Real, 2 de desembre de 2015), va ser un periodista, traductor i assagista gallec.

## Biografia
Va néixer a Ferrol en una família republicana i va córrer perill pel cop militar del 36 i gràcies a contactes, van salvar la vida i es va anar a viure a Galícia. De 1957 a 1962 va treballar a Londres com a corresponsal per la BBC i com a traductor en les Nacions Unides a Nova York, Estats Units.
El 1969 s'instal·la a Madrid, i treballa per a l'agència oficial de notícies EFE. Més tard es va anar a Brasil, també com a corresponsal. Quan es va retirar va viure entre Madrid, Londres i Ciudad Real.
Va pertànyer a la Reial Acadèmia Galega.
Va morir el 2 de desembre de 2015 als 83 anys.

### Vida privada
Va estar casat amb la traductora Mirin Rahm, amb qui es va casar durant la seva estada a Londres.

## Publicacions
- 1963, Vicente Risco en la cultura gallega, Galàxia amb pròleg de Ramón Piñeiro López.
- 2002, Nosotros, el pueblo de las Naciones Unidas.
- 2003, Homenaje a don Paco del Riego (obres col·lectiva)